# مجلس الوزراء التنفيذي التركي الثالث
مجلس الوزراء التنفيذي التركي الثالث، هو ثالث حكومة برلمانية تشكلت من قبل القوميين الأتراك خلال حرب الاستقلال التركية بين تاريخ 19 ماي 1921 إلى 9 يوليوز 1922 كانت الحكومة تسمى «مجلس الوزراء التنفيذيين» وكذلك مشهورة بتسمية حكومة أنقرة.

## خلفية
كان رئيس هذا المجلس فوزي باشا. وتم انتخاب أعضاء المجلس من قبل البرلمان واحدا تلو الآخر.

## قائمة أعضاء المجلس
الأسماء بين قوسين هي الأسماء التي إختارها الأفراد كألقاب لعائلاتهم بعد تبني قانون الألقاب وحذف الألقاب العثمانية 1934.
| المنصب                                | الاسم                      | بداية/إنتهاء العهدة            |
| ------------------------------------- | -------------------------- | ------------------------------ |
| رئيس المجلس التنفيذي                  | فوزي باشا                  | 19 ماي 1921 / 9 يوليوز 1922    |
| النائب مسؤول العدل                    | رفيق شوكت بك (إنجه)        | 19 ماي 1921 / 9 يوليوز 1922    |
| النائب مسؤول الشريعة والأوقاف         | مصطفى فهمي أفندي (جيراكير) | 19 ماي 1921 / 27 أبريل 1922    |
| النائب مسؤول الشريعة والأوقاف         | عبد الله عزمي أفندي (تورون | 27 أبريل 1922 / 9 يوليوز 1922  |
| النائب مسؤول الدفاع                   | فوزي باشا                  | 19 ماي 1921 / 5 أغسطس 1921     |
| النائب مسؤول الدفاع                   | رفعت باشا (بيلي)           | 5 أغسطس 1921 / 14 يناير 1922   |
| النائب مسؤول الدفاع                   | كاظم باشا (أوزالب)         | 14 يناير 1922 / 9 يوليوز 1922  |
| النائب مسؤول الأركان العامة           | عصمت باشا (إينونو)         | 19 ماي 1921 / 3 أغسطس 1921     |
| النائب مسؤول الأركان العامة           | فوزي باشا                  | 3 أغسطس 1921 / 9 يوليوز 1922   |
| النائب مسؤول الداخلية                 | عطا بك (اتالاي)            | 19 ماي 1921/ 30 يونيو 1921     |
| النائب مسؤول الداخلية                 | رفعت باشا (بيلي)           | 30 يونيو 1921 / 10 أكتوبر 1921 |
| النائب مسؤول الداخلية                 | علي فتحي بك (عوكر)         | 10 أكتوبر 1921 / 9 يوليوز 1922 |
| النائب مسؤول الشؤون الخارجية          | يوسف كمال بك (تنجيرشيك)    | 19 ماي 1921 / 9 يوليوز 1922    |
| النائب مسؤول الاقتصاد                 | جلال الدين بك (بايار)      | 19 ماي 1921 / 14 يناير 1922    |
| النائب مسؤول الاقتصاد                 | شيري بك (سري)              | 14 يناير 1922 / 11 ماي 1922    |
| النائب مسؤول الاقتصاد                 | حسن بك (ساكا)              | 11 ماي 1922 / 9 يوليوز 1922    |
| النائب مسؤول المالية                  | حسن بك (ساكا)              | 19 ماي 1921 / 22 أبريل 1922    |
| النائب مسؤول المالية                  | حسن فهمي بك (عاتق)         | 22 أبريل 1922 / 9 يوليوز 1922  |
| النائب مسؤول التربية                  | حمدالله صبحي بك (تانريفر)  | 19 ماي 1921 / 20 نوفمبر 1921   |
| النائب مسؤول التربية                  | محمد وهبي بك (بولاك)       | 20 نوفمبر 1921 / 9 يوليوز 1922 |
| النائب مسؤول الصحة والتضامن الاجتماعي | رفيق بك (سايدام)           | 19 ماي 1921 / 24 ديسمبر 1921   |
| النائب مسؤول الصحة والتضامن الاجتماعي | رضا نور بك                 | 24 ديسمبر 1921 / 9 يوليوز 1922 |
| النائب مسؤول الأشغال العامة           | عمر لطفي بك (ارجيسو)       | 19 ماي 1921 / 21 نوفمبر 1921   |
| النائب مسؤول الأشغال العامة           | حسين رؤوف بك (أورباي)      | 21 نوفمبر 1921 / 14 يناير 1922 |
| النائب مسؤول الأشغال العامة           | فوزي بك (بيرينشي أغلو)     | 14 يناير 1921 / 9 يوليوز 1922  |